# Донвил
Донвил (фр. Donneville) насеље је и општина у јужној Француској у региону Миди Пирене, у департману Горња Гарона која припада префектури Тулуз.
По подацима из 2011. године у општини је живело 1037 становника, а густина насељености је износила 388,39 становника/km². Општина се простире на површини од 2,67 km². Налази се на средњој надморској висини од 155 метара (максималној 236 m, а минималној 153 m).

## Демографија
| 1962. | 1968. | 1975. | 1982. | 1990. | 1999. | 2011. |
| ----- | ----- | ----- | ----- | ----- | ----- | ----- |
| 213   | 305   | 378   | 615   | 682   | 781   | 1.037 |

График промене броја становника у току последњих година